# Arinae
Arinae este una dintre cele două subfamilii de păsări psittaciforme aparținând familiei Psittacidae. Subfamilia cuprinde aproximativ 150 de specii în 32 de genuri răspândite în America de Sud și Centrală, Mexic, insulele Caraibe și sudul Statelor Unite.

## Taxonomie
Papagalii neotropici aparțin subfamiliei Arinae care, împreună cu papagalii africani sau din Lumea Veche, alcătuiesc familia Psittacidae, una dintre cele trei familii de papagali tipici. Taxonomia papagalilor neotropicali nu este încă pe deplin rezolvată, dar următoarea subdiviziune este susținută de studii solide.
- Tribul Arini
  - Cyanoliseus
  - Enicognathus (două specii)
  - Rhynchopsitta (două specii)
  - Pyrrhura
  - Anodorhynchus
  - Leptosittaca
  - Ognorhynchus
  - Diopsittaca
  - Guaruba
  - Conuropsis
  - Cyanopsitta
  - Orthopsittaca
  - Ara
  - Primolius
  - Aratinga
  - Eupsittula
  - Psittacara
  - Thectocercus
- Tribul Androglossini
  - Pionopsitta
  - Triclaria
  - Pyrilia (7 specii)
  - Pionus (8 specii)
  - Graydidascalus
  - Alipiopsitta
  - Amazona